# Tōon
Tōon (jap. 東温市 Tōon-shi) – miasto w Japonii, na wyspie Sikoku, w prefekturze Ehime.

## Położenie
Miasto leży w centralnej części prefektury. Graniczy z:
- Matsuyama
- Imabari
- Saijō

## Historia
Miasto otrzymało prawa miejskie 21 września 2004 roku przez połączenie miasteczek Kawauchi i Shigenobu (z powiatu Onsen).

## Populacja
Zmiany w populacji Tōon w latach 1970–2015:
| Rok  | Populacja |
| ---- | --------- |
| 1970 | 23 369    |
| 1975 | 26 629    |
| 1980 | 29 276    |
| 1985 | 31 306    |
| 1990 | 31 753    |
| 1995 | 33 058    |
| 2000 | 34 701    |
| 2005 | 35 278    |
| 2010 | 35 253    |
| 2015 | 34 652    |